# Ида Лаура Фајфер
Ида Лаура Фајфер (Беч, 14. октобар 1797 — Беч, 27. октобар 1858) рођена Рејер, била је аустријска истраживачица, путописац и етнограф. Била је једна од првих путница, чији су најпродаванији путописи преведени на седам језика. Процењује се да је прешла око 32.000 километара копном и 240.000 километара морем кроз југоисточну Азију, Америку, Блиски исток и Африку, укључујући два путовања око света од 1846. до 1855. Била је чланица географских друштава у Берлину и Паризу, али јој је Краљевско географско друштво у Лондону ускратило чланство пошто је забранило избор жена пре 1913.

## Младост
Ида Рејер је рођена у Бечу 14. октобра 1797. од богатог произвођача текстила по имену Алојз Рејер. Имала је петоро браће и млађу сестру. Као дете, више је волела дечачку одећу, волела је спорт и вежбање, и добила је исто образовање као и њена браћа уз подстицај свог оца. „Нисам била стидљива“, написала је у својој аутобиографији, „већ дивља као дечак, смелија и напреднија од моје старије браће“. Њено прво дуго путовање било је путовање у Палестину и Египат када је имала пет година. Утицај овог искуства остао је на њој. Након смрти њеног оца 1806. године, њена мајка Ана, не одобравајући њено претходно неконвенционално васпитање, инсистирала је да носи хаљине и иде на часове клавира. Након што је Наполеон Бонапарта освојио Беч 1809. године, неке од француских трупа биле су смештене у Рејеровом дому, што је огорчилу Иду. Током велике смотре одржане у палати Шенбрун, она је протестовала против стране окупације окренувши поворци леђа док су генерали пролазили.
Савременим истраживачима ју је упознао њен учитељ Франц Јозеф Тримел, а посебно се заинтересовала за Робинзона Крусоа и списе Александра фон Хумболта, кога ће касније упознати у Берлину.
1. маја 1820. удала се за др Марка Антона Фајфера, адвоката у Лембергу (данас Лавов, Украјина). Био је 24 године старији од ње и удовац са одраслим сином. Пар је отишао у Лавов недељу дана након венчања. Др Фајфер је убрзо био приморан да поднесе оставку након што је открио корупцију међу високим државним званичницима у Галицији и након тога му је било тешко да поврати запослење. Да би издржавала своју породицу, Ида се кретала између Беча и Лавова. Давала је часове цртања и музике и позајмљивала новац од своје браће.
У Бечу је родила два сина: Алфреда 1821. и Оскара 1824. године. Материјална ситуација породице се мало поправила након смрти њене мајке 1831. године. Уз мало наследство, могла је да настави школовање синова. Са дечацима је остала у Бечу 1833, док је др Фајфер остао у Лавову.

## Путовања

### Истанбул, Јерусалим и Исланд (1842–1845)
Године 1842. путовала је Дунавом до Истанбула. Одатле је наставила за Јерусалим, заустављајући се у Галипољу, Смирни, Родосу, Кипру, Бејруту, Цезареји и Јафи. Вратила се у Бејрут 10. јула 1842. и отпловила за Египат. Посетила је Александрију, Каиро и Црвено море пре него што се вратила кући преко Рима. Међу онима које је срела на путовању били су пејзажиста Хуберт Сатлер, британски уметник Вилијам Хенри Бартлет и бохемски ботаничар гроф Фридрих фон Берхтолд.
Године 1845, Фајфер је кренула у Скандинавију и на Исланд. Припремајући се за путовање, учила је енглески и дански, као и како да прави дагеротипије. Авантура је почела 10. априла 1845. године. Путовала је од Беча до Копенхагена, а затим се укрцала на брод 4. маја и стигла до Хафнарфјордура на југозападној обали Исланда за једанаест дана. Јахала је у Рејкјавик на коњу и обишла геотермално подручје Крисувик. Наставила је да обиђе Златне водопаде и да се попне на вулкан Моунт Хекла. Након повратка у Данску, отишла је малим паробродом на север до Гетеборга, у Шведској, а одатле је отишла даље на север у Норвешку.

### Прво путовање око света (1846–1848)
Године 1846. Фајфер је кренула на путовање око света, посећујући Бразил, Чиле и друге земље Јужне Америке, Тахити, Кину, Индију, Персију, Малу Азију и Грчку, враћајући се у Беч 1848. године. Резултати су објављени у Бечу 1850. у књизи "Путовање једне жене око света".
Укрцала се на дански брод, пловећи југозападно из Хамбурга у Атлантик и преко екватора, упловила је у луку Рио де Жанеиро 16. септембра 1846. Заједно са Фридрихом фон Берхтолдом, путовала је реком Макаку до Нове Фрибурго на југоистоку Бразила и ушла дубоко у шуму, у пратњи једног слуге. По повратку у Рио, резервисала је место на енглеском броду и кренула за Чиле, стигавши у Валпараисо 2. марта 1847. Затим је отпловила на острво Тахити пре него што се 9. јула искрцала у Макао на обали Кине.
У наредна два месеца посећивала је храмове и села у Хонг Конгу, ишла на ловачку екскурзију у Сингапур, обишла Коломбо и Канди, распитивала се о бенгалским традицијама у Калкути и посетила свети град Бенарес. Од Делхија је организовала воловску запрегу до Бомбаја, пролазећи кроз Хајдерабад и тврђаву Даулатабад и пећине Елора у Аурангабаду .
Дана 23. априла 1848. године отишла је из Бомбаја у Багдад, који је тада био део Отоманског царства. Истражујући рушевине древног града Ктесифона, срела је принца Емама Коли Мирзу из династије Кајар. Наставила је да обилази археолошка налазишта Вавилон, Борсипу и Ниниву. Током месеца Рамазана, посетила је локалне домове у Табризу, главном граду Азербејџана (данас провинција Источни Азербејџан у Ирану), и представљена је вицекраљу Бахману Мирзи.
У августу 1848. кренула је у Нахичиван који се граничио са Јерменијом и убрзо се придружила каравану који је кренуо за Тбилиси, главни град Грузије. Затим је прешла Црно море у Руско царство.

### Друго путовање око света (1851–1855)
Да би финансирала своју следећу експедицију, Фајфер је продала примерке у вредности од 300 гулдена Краљевском музеју у Бечу. Карл фон Шрајберс, директор бечке природњачке збирке, и аустријски археолог Јозеф фон Арнет су се пријавили за државно финансирање у њено име на основу тога што је доказала да је вешта у набавци ретких примерака из далеких крајева света. Као резултат тога, Фајфер је добила 1.500 гулдена.
Године 1851. отишла је у Берлин где је срела пруског истраживача Александра фон Хумболта, чија су путовања по Америци инспирисала велики број тадашњих научника и природњака, укључујући Чарлса Дарвина, Хенрија Дејвида Тороа, Џона Мјура и Ернста Хекела. Иду Фајфер је дочекао и немачки картограф Карл Ритер, који је у то време био професор географије на Универзитету у Берлину и са којим ће наставити да сарађује и након њеног одласка. Из Хамбурга, Фајфер је отпловила у Лондон где се састала са палеонтологом Ричардом Овеном, отвореним критичарем Чарлса Дарвина, географом Августом Петерманом (због његовог познавања Африке) и Вилијамом Бартлетом (њеним некадашњим сапутником у Јерусалиму).
Дана 27. маја 1851, Фајфер је отпутовала у Кејптаун (Јужна Африка). Стигла је тамо 11. августа. Намеравала је да продре дубље у Африку, али њене наде су се показале неизводљивим због огромних трошкова.
Наставила је преко Индијског океана до Малајског архипелага, провевши две недеље у Сингапуру где је сакупила нову врсту кртица цврчка поред риба, морских алги и ракова. На Сундским острвима провела је осамнаест месеци у пратњи капетана Џона Брука, нећака и наследника сер Џејмса Брука. Посетила је Дајаке са Борнеа и постала један од првих истраживача који је известио о традицијама Батака на Суматри и Малукусима. Успут је срела познатог ихтиолога др Питера Бликера у Батавији (данашња Џакарта) и пуковника ван дер Харта у Букитингију на Западној Суматри. Добила је дозволу да уђе на територију локалних села где је посматрала домородачке плесове и сакупила колекцију вредних примерака, укључујући рибу с перајама (Homalopterula gymnogaster) и бодљикаву рибу (Puntius oligolepis).
Дана 6. јула 1853, отпловила је преко Пацифика у Северну Америку. Стигла је на западну обалу Сједињених Држава током калифорнијске златне грознице када је посетила Сакраменто, Мерисвил, Кресцент Сити, Санта Клару и Сан Хозе пре него што је кренула на југ у Централну Америку. Након заустављања у Новој Гранади и Перуу, вратила се у Гвајакил, главну луку Еквадора. У својој књизи Друго путовање даме око света она описује нека непријатна искуства у Еквадору. Међутим, амбасадор Сједињених Држава Фридрих Хасаурек у својој књизи Четири године међу шпанским Американцима критиковао је ова поглавља њене књиге, јер их је сматрао занимљивим као лични наратив, али пуне заблуда и нетачности.
Дана 31. маја 1854. укрцала се на пароброд за Њу Орлеанс где је остала три недеље, а затим је обишла регион Великих језера. У свом дневнику описала је посете америчким циркусима, позориштима, приватним женским школама, притворском комплексу на Менхетну, као и сусрете са славним писцем кратких прича Вашингтоном Ирвингом, прослављеним хирургом Џоном Колинсом Вореном и швајцарско-америчким биологом Луисом Агасисом.
Вративши се у Беч, крајем јула 1855, Фајфер је завршила своју причу „Моје друго путовање око света“. Превод на енглески објавио је Лонгманс, након чега су уследила издања на холандском (1856), француском (1857), пољском (1860), руском (1876) и малајском (1877–1907). Књига је наишла на позитивне критике у аустријским и немачким новинама, енглеском Единбург Ривју и америчком књижевном часопису Критерион.

### Мадагаскар (1856–1858)
У мају 1857, Фајфер је кренула да истражује Мадагаскар. Њена прва станица био је Кејптаун. Тамо је наишла на француског грађевинског инжењера и трговца робљем Жозеф-Франсоа Ламбера. Без да зна Ида Фајфер, Ламбер се придружио завери да замени краљицу Мадагаскара са умеренијим престолонаследником Ракотом (будући краљ Радама Други). Фајфер је несвесно постала део завере и протерана је са Мадагаскара у јулу 1857. након што је краљица открила покушај пуча.
Током проласка из главног града Антананарива до приморске луке, Ида Фајфер се разболела (вероватно од маларије) и никада се није у потпуности опоравила. Она је патила од грознице на Маурицијусу и отишла је у Лондон 10. марта 1858. Потом је отпутовала у Хамбург, али ју је погодила поновна појава повраћања и дијареје.
Ида Лаура Фајфер умрла је у Бечу 27. октобра 1858. у кући свог брата Карла Рајера. Путопис који описује њено последње путовање, „Путовање на Мадагаскар“, објављен је у Бечу 1861. у 2 тома и укључује биографију коју је написао њен син Оскар Фајфер.

## Допринос природњачкој науци
Током својих путовања, Фајфер је сакупљала биљке, инсекте, мекушце, морски живот и минералне узорке. Многи су продати Природњачком музеју у Берлину и Британском музеју.
Природњачки музеј у Бечу купио је 721 примерак из колекције Иде Фајфер са Мадагаскара и Маурицијуса, укључујући девет врста сисара, четрнаест врста птица, двадесет три врсте гмизаваца, три врсте ракова, петнаест врста мекушаца, десет врста паука, 185 врста инсеката.

## Утицај на савременике
Фајфер се помиње као „мадам Фајфер“ у Тороовој књизи, Волден. Торо пише о томе како је почела да носи отменију одећу како се приближавала својој домовини.
Чарлс Дарвин је цитирао Фајфер у свом делу Порекло човека (1871), примећујући да се „према мадам Фајфер, на Јави жута девојка сматра лепом, а не бела девојка“.

## Одавање почасти
Године 1892. Бечко друштво за даље образовање жена пренело је посмртне остатке Иде Фајфер на почасно место на Средишњем бечком гробљу. Била је прва жена која је сахрањена у простору предвиђеном за великане.
Улица у Минхену је 2000. године преименована у Ида-Фајффер-Штрасе.
Универзитет у Бечу је 2018. године основао „Професорско звање Ида Фајфер“ на Факултету геологије, географије и астрономије.
Фајфер је била интересантна историчарима путовања. Радови који се баве њеним животом укључују:
- Хилтгунд Јеле: Ида Фајфер: Светска путница из 19. века (Hiltgund Jehle, Ida Pfeiffer: Weltreisende im 19. Jahrhundert (1989)) [16]
- Габријела Хабингер је објавила њену сачувану преписку[17]
- Биографија Џона ван Вајха из 2019, Жудња за путовањем (Wanderlust)[18]